# Blossia toschii
Espèce
Synonymes
- Blossiola toschii Caporiacco, 1949

Blossia toschii est une espèce de solifuges de la famille des Daesiidae.

## Distribution
Cette espèce est endémique du Kenya.

## Description
La femelle holotype mesure 14 mm.

## Étymologie
Cette espèce est nommée en l'honneur d'Augusto Toschi.

## Publication originale
- Caporiacco, 1949 : Aracnidi della Colonia del Kenya raccolti da Toschi e Meneghetti negli anni 1944-1946. Commentationes Pontificiae Academiae Scientiarum, vol. 18, no 6, p. 309-492.